# Lutjerijp
Lutjerijp is een gehucht in de gemeente Eemsdelta  in de Nederlandse provincie Groningen. Het ligt iets ten noorden van Leermens aan een doodlopende weg vanaf de weg tussen Leermens en 't Zandt. Het gehucht bestaat uit vier boerderijen die in het verlengde van elkaar aan de weg liggen, elk op een eigen middeleeuwse huiswierde.
Het buurtje wordt voor het eerst genoemd in 1458 als jn die lutke ripp. De naam is verwant met Zeerijp, Langerijp en Oprijp. De naam Lutjerijp dient vooral ter onderscheiding van het dichtbijgelegen Zeerijp, waarbij Lutje het Groningse woord voor klein is., Beide nederzettingen zijn kennelijk genoemd naar de kwelderwal waarop de eerste bewoners zich hebben gevestigd.
Naast de eerste boerderij staat een elektriciteitshuisje in de stijl van de Amsterdamse School. De tweede boerderij vanuit het westen staat op de plek van de 17e-eeuwse borg Grevinga, die in de 19e eeuw werd afgebroken. Resten van de borg zijn terug te zien in de deels oude muren en in de kelder. Het terrein is grotendeels omgracht (alleen gedempt aan wegzijde) en er staat een theehuisje in de tuin. In de boerderij bevindt zich nu een houtzagerij. De eigenaar heeft ook het draaibare houten huisje geplaatst aan het Lambertuspad (naar de Godlinzerweg) ertegenover, waarlangs het Wad- en Wierdenpad (een LAW-pad) loopt. Tussen de eerste en tweede boerderij heeft ooit nog een boerderij gestaan, waarvan de huiswierde echter grotendeels is verdwenen. De derde boerderij is de Jacobsmaheerd, die ook deels omgracht is. De weg loopt deels om de singels ervan heen.

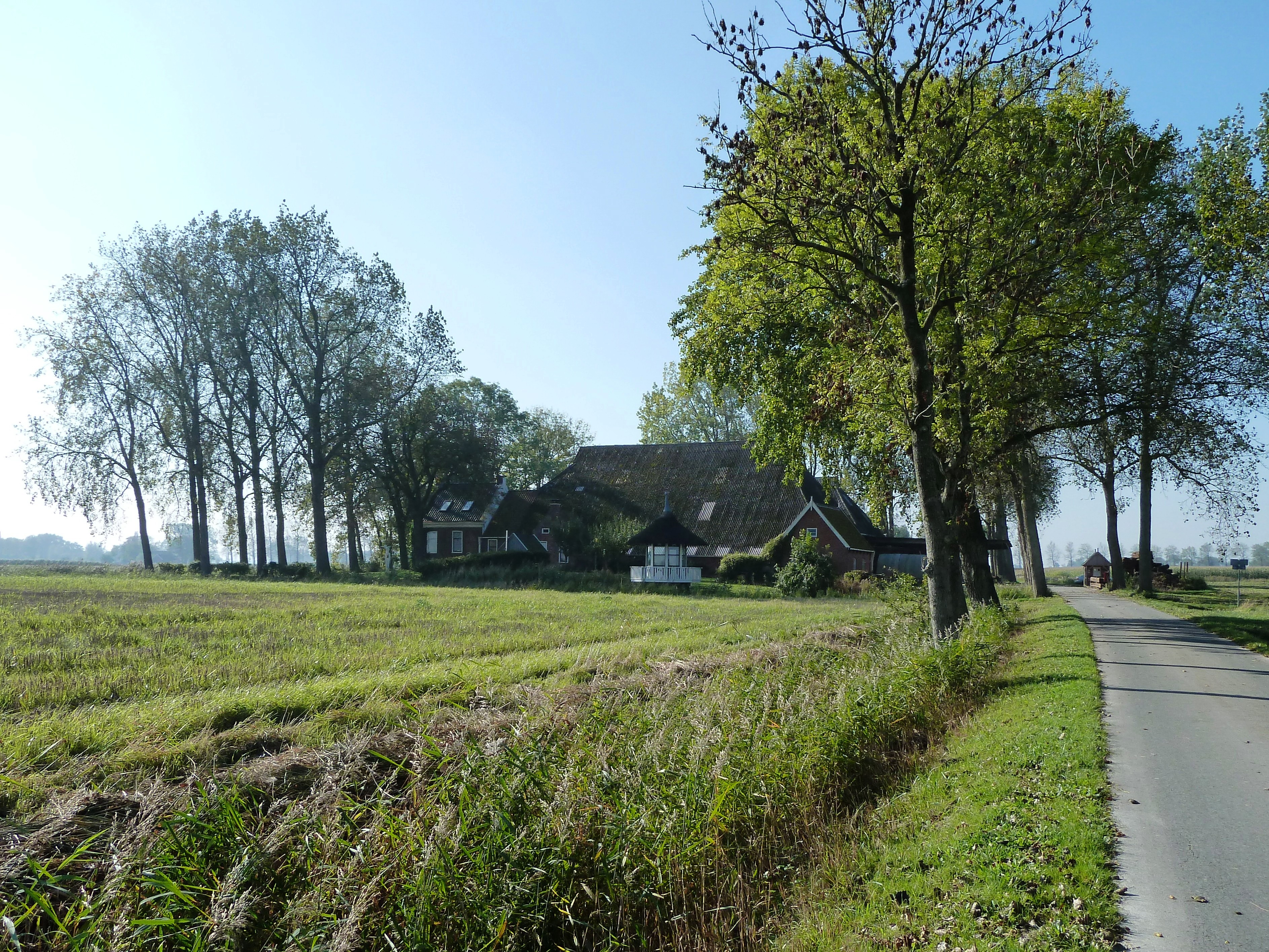
Tweede boerderij vanaf het westen gezien vanuit het oostnoordoosten
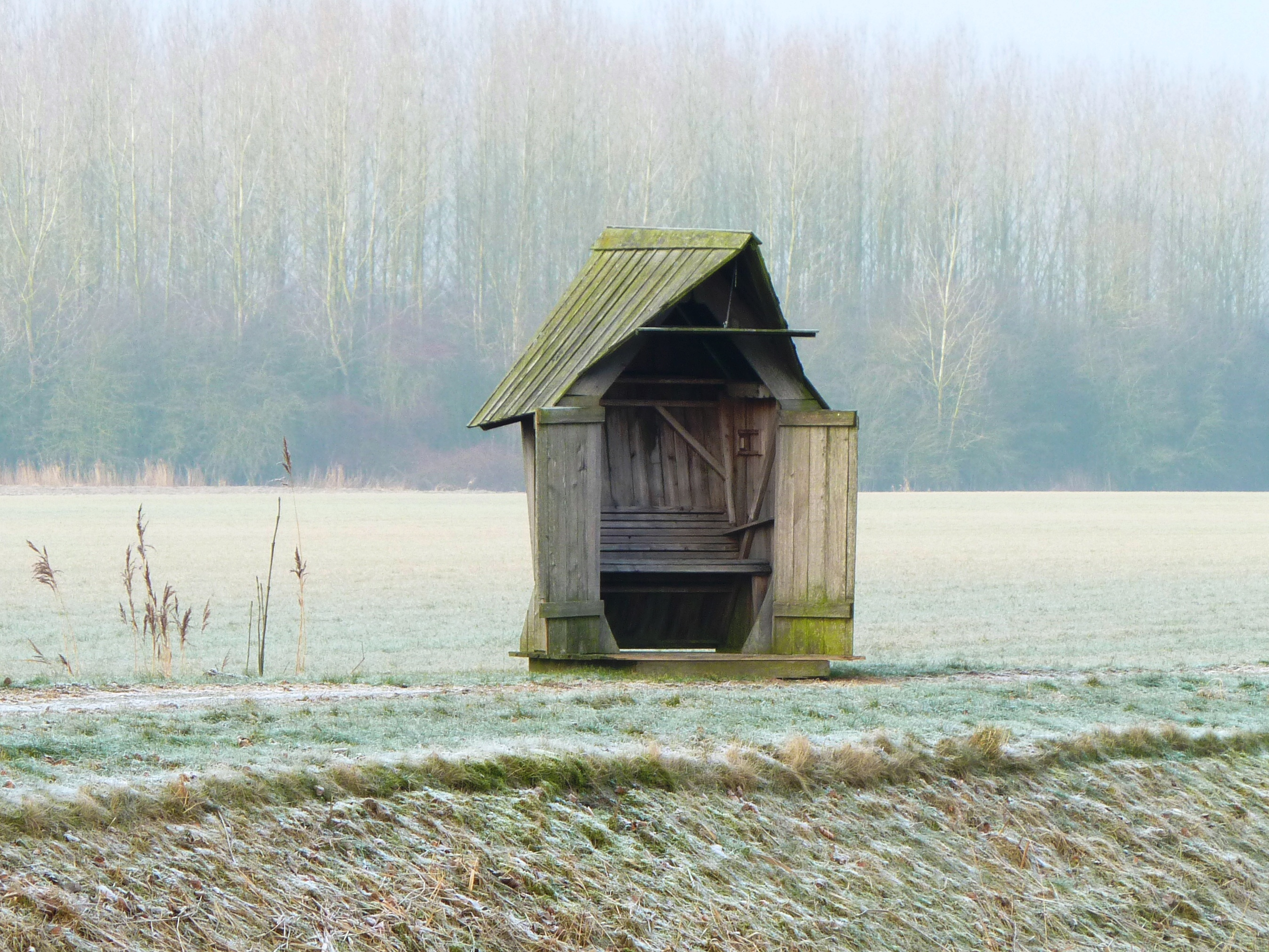
Het draaibare 'lutje hoeske' aan het Lambertuspad tegenover deze boerderij
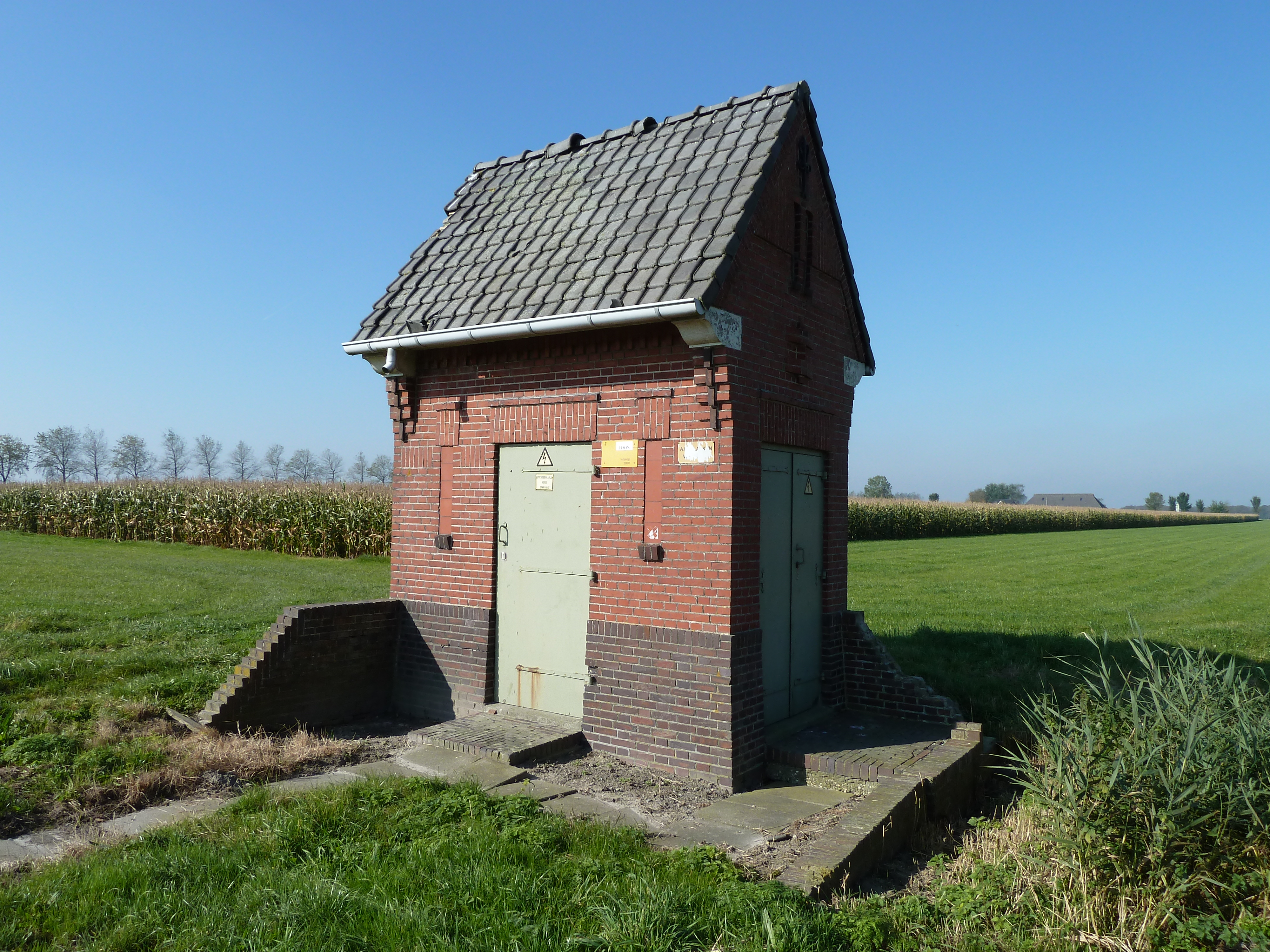
Het transformatorgebouwtje naast de westelijkste boerderij is een rijksmonument
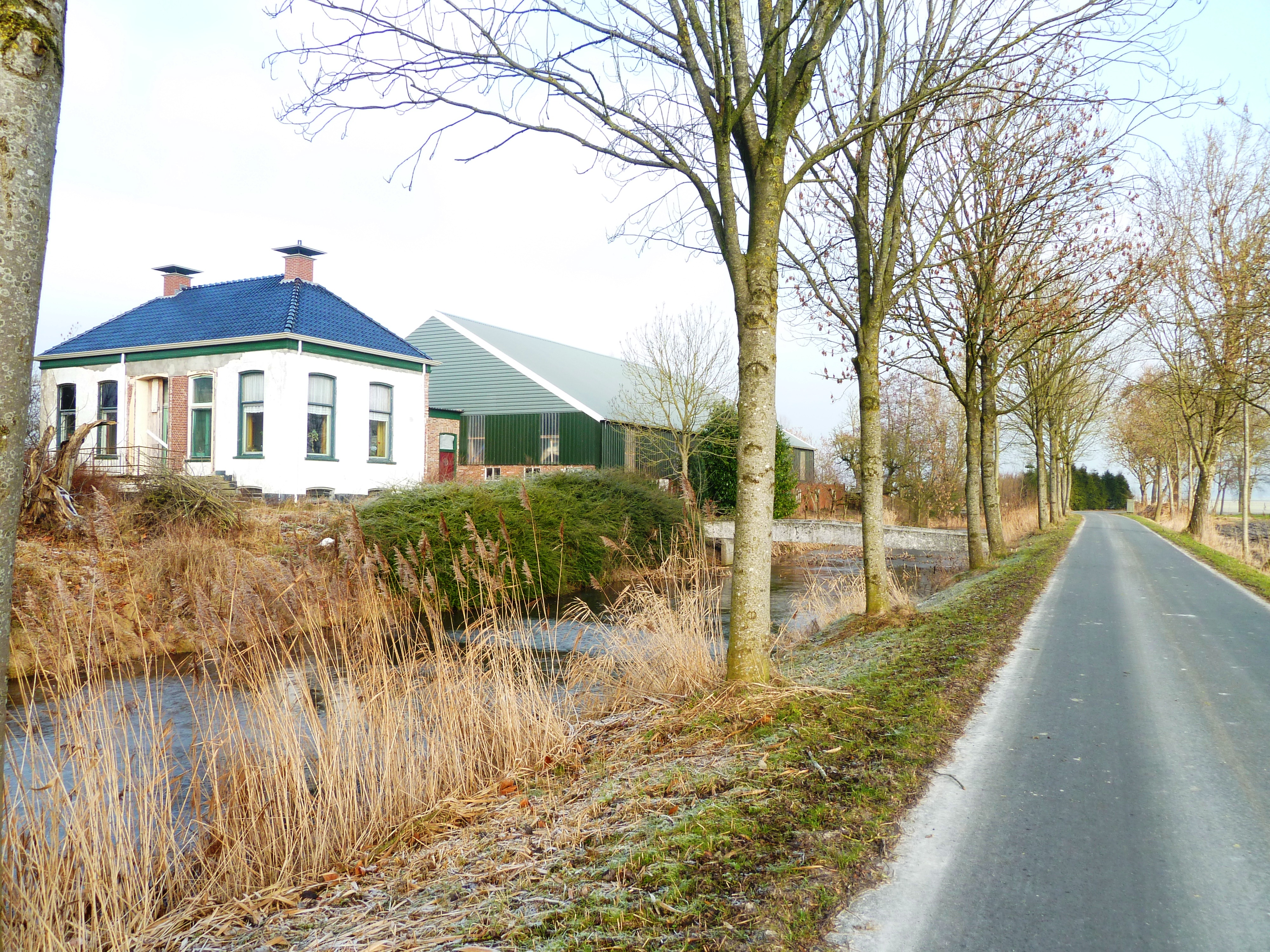
Jacobsmaheerd
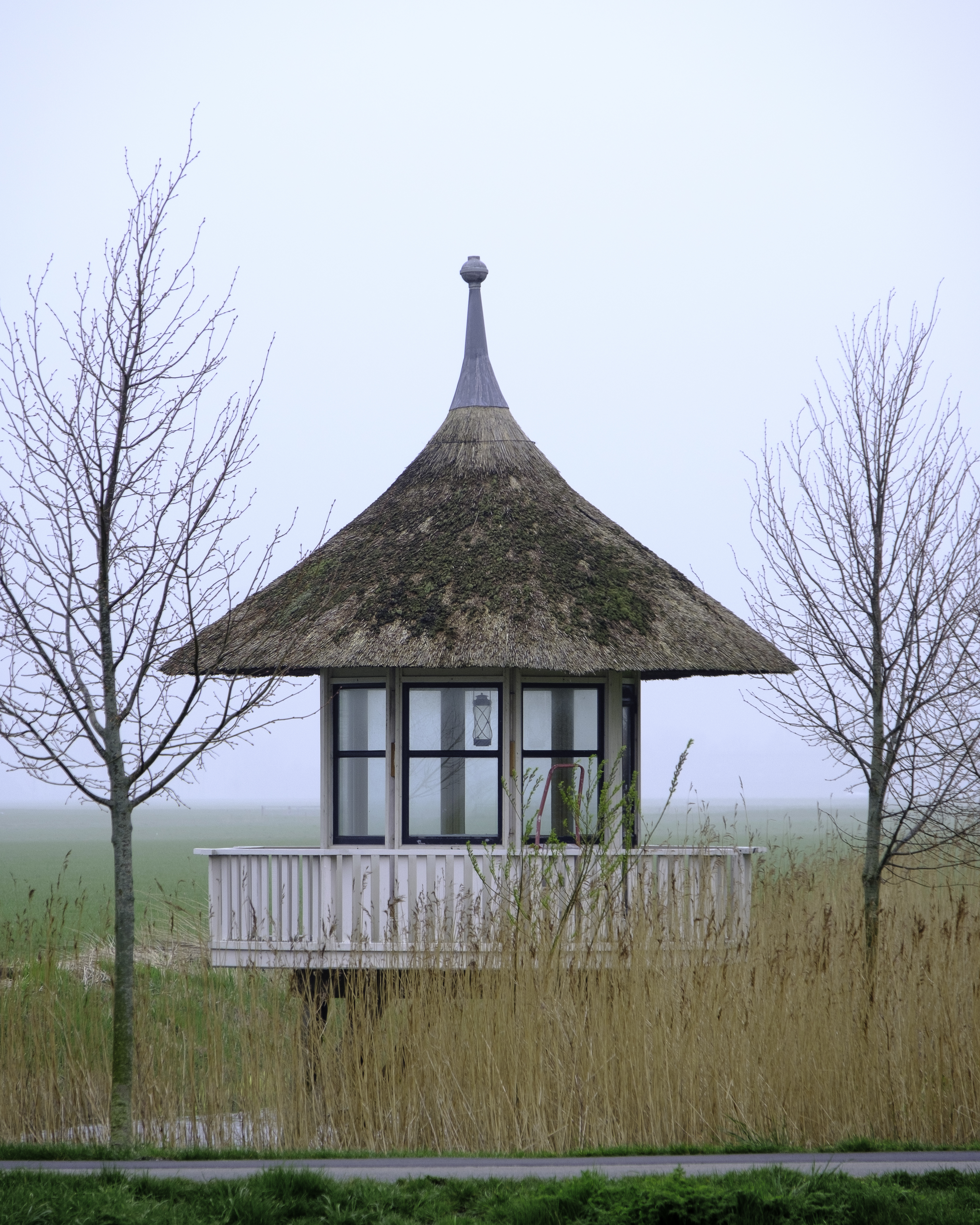
Theekoepel bij de Grevingaheerd

Groningen: Steden en dorpen      Nederland: Provincies · Gemeenten